# Kronbusksläktet
Kronbusksläktet (Calotropis) är ett släkte i familjen oleanderväxter med tre arter från tropiska Asien, Arabien och norra Afrika.

### Webbkällor
- Svensk Kulturväxtdatabas
- Wikimedia Commons har media som rör Kronbusksläktet.